# Joseph Gelineau
Joseph Gelineau (Champ-sur-Layon, 31 oktober 1920 - Sallanches, 8 augustus 2008) was een Franse jezuïet, theoloog, componist van kerkmuziek.

## Opleiding
Joseph Gelineau trad in 1941 in de orde van de jezuïeten en werd in 1952 priester gewijd. Hij heeft zijn leven gewijd aan de liturgische (gezongen) kerkmuziek. Zijn theologische en filosofische studies deed hij aan het grootseminarie van Lyon Fourvière. Hij studeerde muziek aan de École César-Franck, waar hij een onderwijsbevoegdheid behaalde voor compositie en orgel. Later werd hij zelf docent aan deze school voor de vakken pastoraalliturgie en liturgische muziek.
In 1960 promoveerde Gelineau op een proefschrift over de kerkelijke psalmodie in het oude Syrië van de vierde en vijfde eeuw.

## Oeuvre
In 1962 verscheen Gelineaus belangrijkste werk Chant et musique dans le culte chrétien. Hierdoor kreeg hij grote invloed op de ontwikkeling van liturgie in de volkstaal, zowel binnen Frankrijk als wereldwijd. Emeritus-hoogleraar Anton Vernooij noemt hem in 1987 "de vader van de muzikale volkstaalliturgie".

## Invloed in Nederland
De uitgave van Gelineaus Vingt-Quatre Psaumes et un Cantique (vert. Vierentwintig psalmen en een lofzang) trok in de Nederlandse rooms-katholieke kerkprovincie onmiddellijk de aandacht. Het waren Kees Middelhoff, dr. Jop Pollmann en J.A.M. Wetermann die in de jaren hierna deze Franse uitgave voor de Nederlandse praktijk bewerkten.
In 1957 verscheen bij Uitgeverij De Toorts (Haarlem) "Psalmen in Nederlands proza". In vergelijking met de Franse titel verdween de genoemde kantiek en was het aantal psalmen minder dan 24. Werden aanvankelijk 12 psalmen en de Lofzang van Maria uitgegeven, reeds vanaf de 3-de druk in 1958 zijn 17 psalmen en de Lofzang van Maria opgenomen.
In het voorwoord geven de auteurs/vertalers een vijftal overwegingen, die -gelezen in het tijdsperspectief- het belang van toepassing van de methode Gelineau voor de psalmodie aantonen. Het Nihil Obstat werd verleend te Haarlem op 6 april 1958 en was getekend door dr. Louis Kat, toenmalig Rector Cantus van de Kathedrale Basiliek Sint Bavo en directeur van de Koorschool Sint-Bavo te Haarlem en belangrijk adviseur van de Nederlandse Bisschoppenconferentie.
De overwegingen samengevat:
- Door de methode Gelineau kunnen de grondteksten van de psalmen dichter benaderd worden. De perikelen van berijming worden vermeden.
- De melodieën zijn van een gedragen ernst en tegelijkertijd zo eenvoudig dat zij na enige oefening door de gemeenschap kunnen worden gezongen.
- Zo ontstaat de mogelijkheid dat zowel in de Nederlandse als de Vlaamse kerkprovincie in de psalmzang een zekere eenheid ontstaat.
- De psalmen kunnen zowel eenstemmig als meerstemmig en zowel met als zonder begeleiding worden uitgevoerd.
- De psalmen kunnen zowel als gemeenschapszang als ook in wissel- of beurtzang worden uitgevoerd.

Hoe belangrijk deze uitgave is geweest, kan blijken uit het feit dat in de uitgaven van Gezangen voor Liturgie in 1984 naast vele andere composities van psalmen nog vier psalmen uit de tijd van voor het Tweede Vaticaans Concilie werden opgenomen, namelijk de psalmen 23, 51, 100 en 130.
Van nog grotere invloed is Gelineau geweest op het werk van de Amsterdamse Werkgroep voor Volkstaalliturgie. De kerkmusicus Bernard Huijbers en de tekstdichter Huub Oosterhuis, beiden in de zestiger jaren nog actief lid van de orde van de Jezuïeten, werden sterk beïnvloed door de studies van hun Franse ordegenoot Gelineau. Zij maakten hiermee ook kennis via de internationale contacten binnen de internationale studiegroep Universa Laus die in 1966 mede door Gelineau in Lausanne werd opgericht.

## Belangrijke composities
- Psautier de la Bible de Jérusalem :
  - 24 psaumes et un cantique, Cerf, Paris, 1953.
  - 53 psaumes et 4 cantiques, Cerf, Paris, 1954.
  - Psaumes à 4 voix mixtes I et II, Cerf, Paris, 1958.
  - Refrains psalmiques, Cerf, Paris, 144 p. 1963.
- Recueils d’hymnes :
  - Soleil levant, Levain, 1966.
  - Dix hymnes du matin et du soir ' T : P. de la Tour du Pin.
  - Au souffle de Dieu, SM, 1970.
  - Huit cantiques du N.T., Desclée, Paris, 1970.
  - Louange à toi, 1972, Dans le feu, 1975, Textes de J.F. Frié, éd. Chalet.
  - Ouvre mes lèvres, Abbaye de la Coudre, SM 1970.
  - Le chant des heures, 8 fasc. coll. « Église qui chante ».
- Quarante hymnes pour l'Office, Kinnor, 2000.
- Missen een twinitigtal
  - Le livre de chœur : répertoire musical pour chanter intégralement « Prière du Temps Présent », Kinnor, 2000, 870 p.

## Biografie
- Robert, P.: Joseph Gelineau, pionnier du chant liturgique en français: la redécouverte des formes, Turnhout (Belgique), 2004.